# Euphaedra opulenta
Euphaedra opulenta es una especie de  mariposa, de la familia Nymphalidae,  subfamilia Limenitidinae, tribu Adoliadini. Hay dudas acerca de su adscripción a un subgénero (Incertae sedis).

## Localización
Esta especie de mariposa se distribuye por Gabón (África).